# Эндрюс, Джерри
Дже́рри Э́ндрюс (англ. Jerry Andrus) (28 января 1918 — 26 августа 2007) — американский фокусник, писатель. Приобрёл известность благодаря оригинальным фокусам, ловкости рук и оптическим иллюзиям, таким как «соединение булавок».

## Биография
Джерри Эндрюс родился 28 января 1918 года в городе Шеридан штата Вайоминг, США. В возрасте 10 лет он переехал в город Олбани штата Орегон, где жил до самой смерти. Искусством иллюзии Джерри заинтересовался в 12-летнем возрасте, когда увидел выступление «Спиритического медиума». Через 4 года после этого он вступил в Международное общество юных магов, что оказало большое влияние на его развитие как иллюзиониста.
Скептиком Джерри стал так же в возрасте 12 лет. На школьных соревнованиях по баскетболу он заметил, как команды относятся к поражению. В случае поражения они верили, что виноват был судья. Ему пришла в голову мысль, что победившая команда противника в случае своего поражения говорила бы то же самое. С этого времени Джерри стал ставить под сомнение всё, что раньше он принимал на веру.

## Иллюзионизм

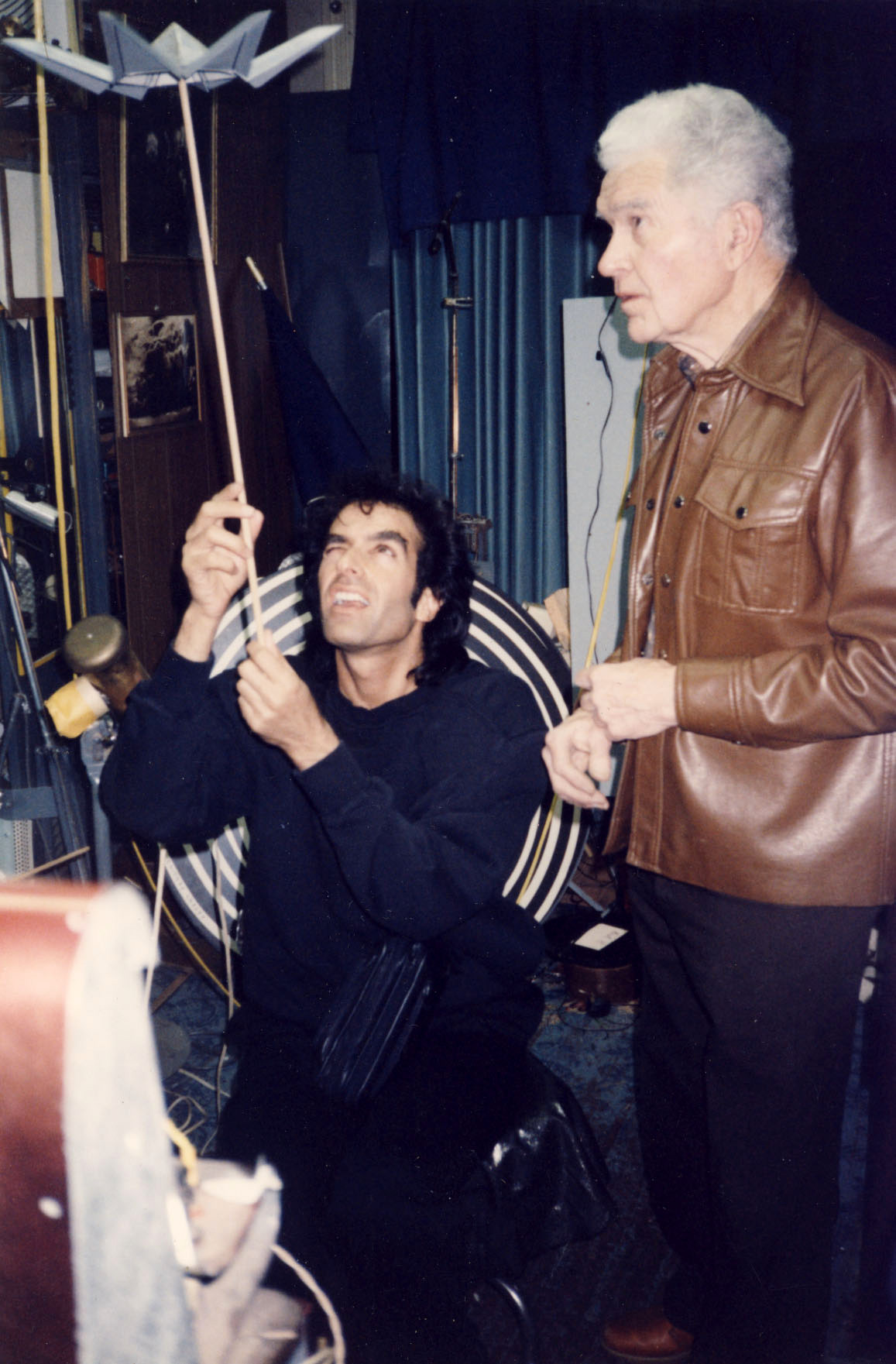
Дэвид Копперфильд в гостях у Джерри Эндрюса в Замке Хаоса

Джерри Эндрюс — иллюзионист-самоучка, он не стал следовать традиционному подходу, при котором знания передавались от одного иллюзиониста другому, а создавал собственные трюки. Со временем он получил звание «лучшего иллюзиониста, исполняющего настольные трюки».
Благодаря уникальности стиля и оригинальности трюков, Джерри Эндрюс получил признание многих известных иллюзионистов, таких как Лэнс Бартон (англ. Lance Burton), Дуг Хеннинг (англ. Doug Henning), Пенн и Теллер (англ. Penn & Teller).
Эндрюс приобрёл международную известность благодаря великолепной координации движений, ловкости рук и выполнению трюков без лишних отвлекающих манёвров.
Он был членом клуба магов и фокусников «Волшебный замок» (англ. The Magic Castle) и давал там выступления с регулярностью два раза в год до самой смерти.

## Иллюзии

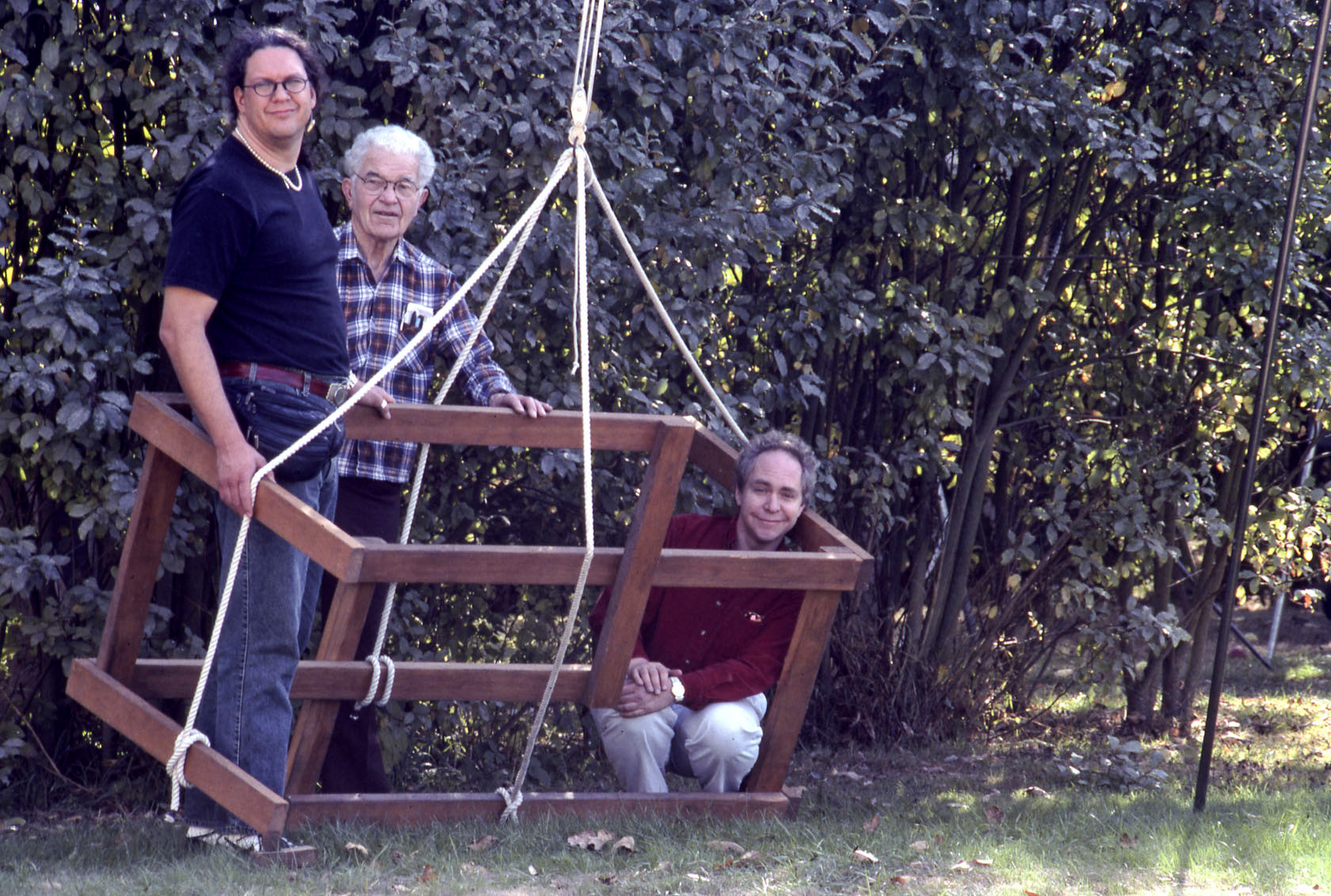
Пенн и Теллер в гостях у Джерри Эндрюса

Выступая на семинаре «Инструментарий скептика» (англ. Skeptic's Toolbox) в 1992-м году Эндрюс объяснил, почему важно понимать работу оптических иллюзий: «Цель демонстрации иллюзий не в том, чтобы показать как легко нас обмануть… а в том, что бы люди ценили правильную работу человеческого мозга… когда мы смотрим на машину, припаркованную на улице, мы сразу предполагаем, что часть машины, которую мы не видим все равно там находится; наш мозг должен это делать, чтобы мы могли понимать мир вокруг нас».
В 1954-м году, Эндрюс придумал свой известный фокус «Соединение булавок», в котором закрытые булавки соединяются в две, три или даже целую цепь булавок.
Изобретать новые трюки он продолжал до самой смерти. Реквизитом служили обычные вещи, которые можно найти дома: металлические пружины, верёвка, проволока, картон, деревянные дощечки и стальные прутья. Большинство трюков можно посмотреть в интернете.

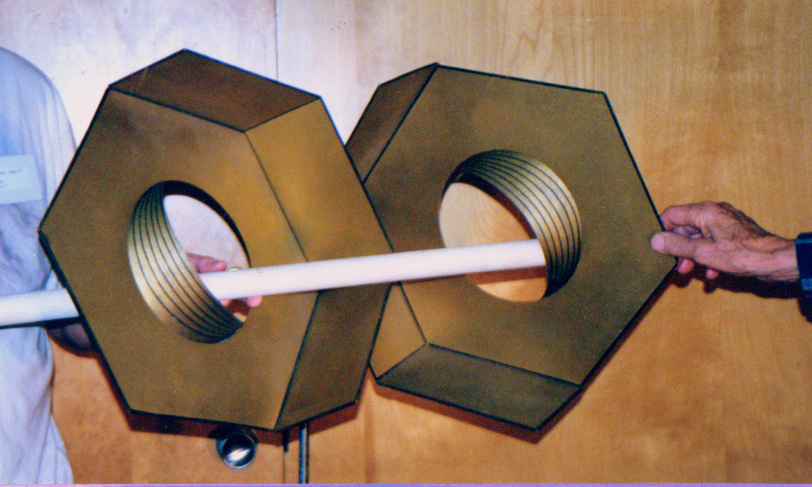
Иллюзия «гайка и болт», изобретение Джерри Эндрюса — Инструментарий скептика, 2001

## Скептицизм
Признанный научный скептик и агностик, Эндрюс часто выступал на научных и скептических конференциях. Обычно он использовал свои оптические иллюзии и трюки, что бы показать легкость с которой разум может быть обманут.
Он говорил о когнитивистике, которая считает, что разум работает на уровне бессознательного и может быть обманут неккоректным восприятием вполне обыденных явлений. «Очень многие люди верят в паранормальные явления…но когда дело доходит до объективных доказательств, я не верю, что в этом что-то есть».
В 1975 году Джерри Эндрюс и Рей Хейман были приглашены на передачу на канадском телевидении, где они объяснили и повторили «паранормальные» трюки Ури Геллера, которые тот демонстрировал на той же передаче всего неделю до них. На вопрос ведущего Дика Клингера: «Обладает ли Ури Геллер паранормальными способностями?», Андрюс ответил просто: «Нет».

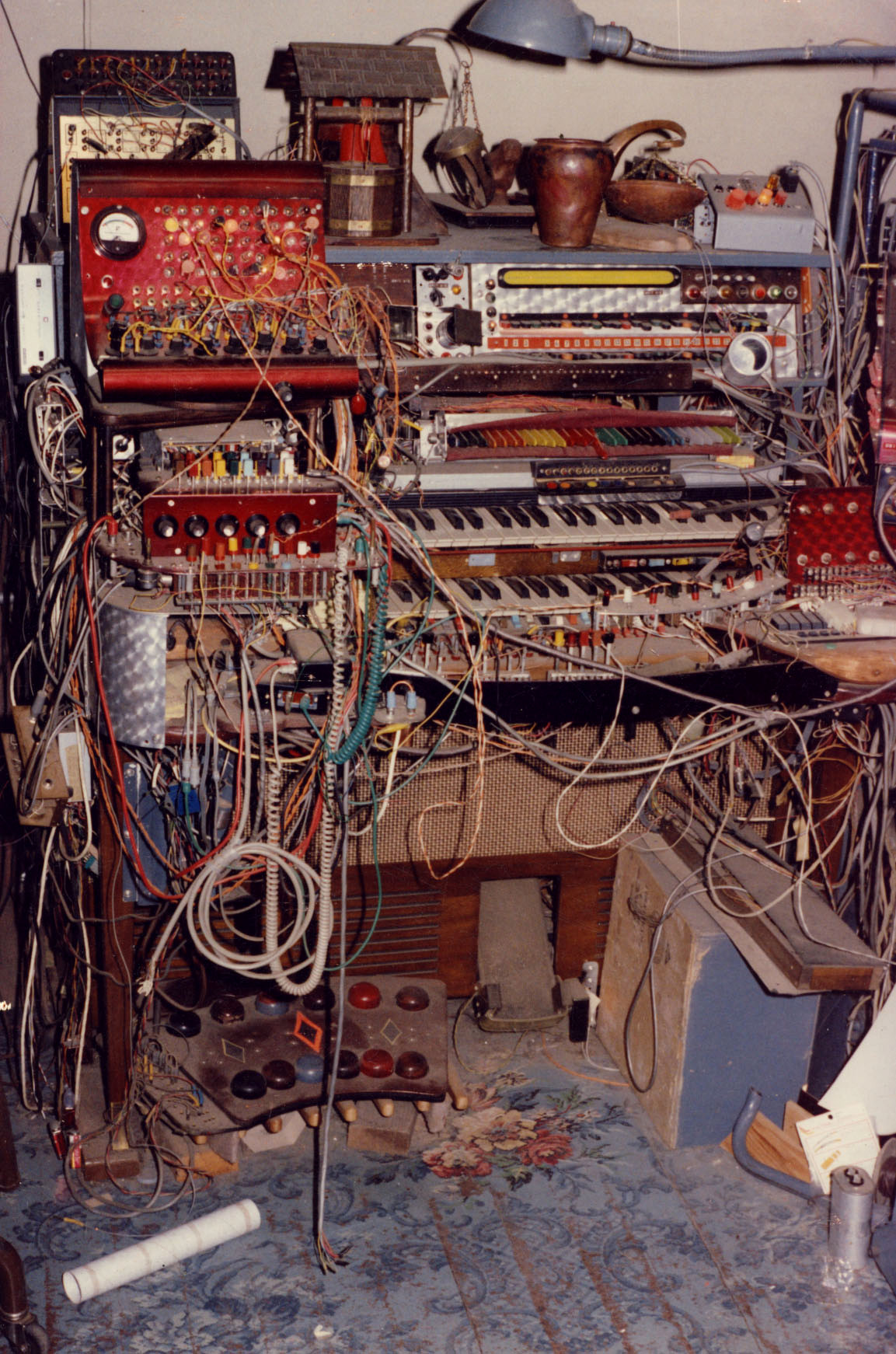
Орган Джерри Эндрюса

## Замок хаоса
Свой дом в Олбани Эндрюс звал «замком хаоса»: многие годы он собирал там вещи, которые могли бы стать реквизитом для будущих трюков. Именно дома он создавал свои иллюзии и часто принимал там других иллюзионистов и фанатов.
Одним из его изобретений был Орган, который, включал и выключал свет в разных частях дома, когда на нем играли.
В октябре 2011 года, «замок хаоса» внесли в национальный реестр исторических мест США.

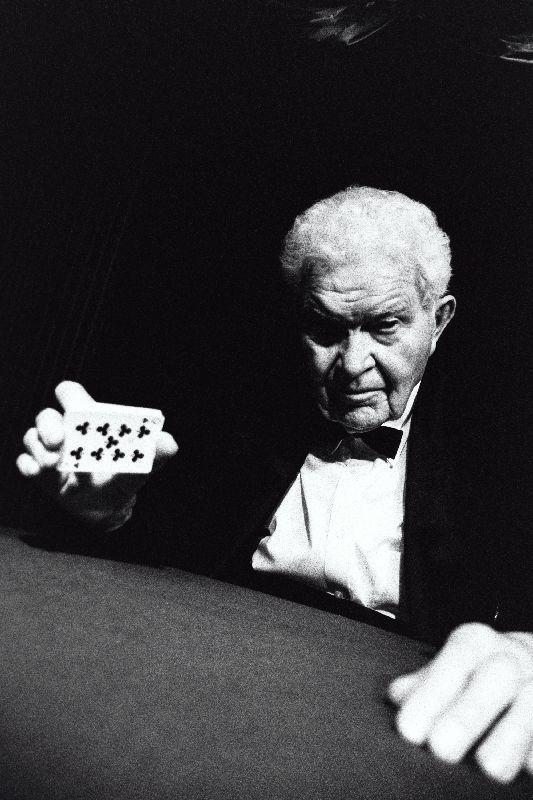
Джерри Эндрюс выступает в Волшебном замке, Голливуд, Калифорния

## Увековечение памяти
Когда известного иллюзиониста Джеймса Рэнди спросили, когда он впервые увидел Джерри Эндрюса, он ответил: «Трудно сказать, Джерри был одним из тех людей, о которых думаешь, что знал его всегда…Я встретил его в Нью Йорке в компании Мартина Гарднера. Джерри был самым честным человеком, которого я когда-либо знал…он просто не мог лгать. Он был гением и хорошим человеком, я чувствую утрату каждый день».
Эндрюс был очень заинтересован процессом смерти. В последнем телефонном разговоре с Джеймсом Рэнди, он рассказывал ему о своем опыте: «Со мной такое происходит в первый раз и есть мнение, что второго шанса испытать это у меня уже не будет. Я наблюдаю за процессом и это очень интересно. Жаль только, что они дают мне столько лекарств, потому что мне хотелось бы делать записи».
Мартин Гарднер: «Я не видел другого иллюзиониста, который поражал бы меня с таким же постоянством, как он. Джерри Эндрюс был оригинален. Его методы не похожи на методы других иллюзионистов».

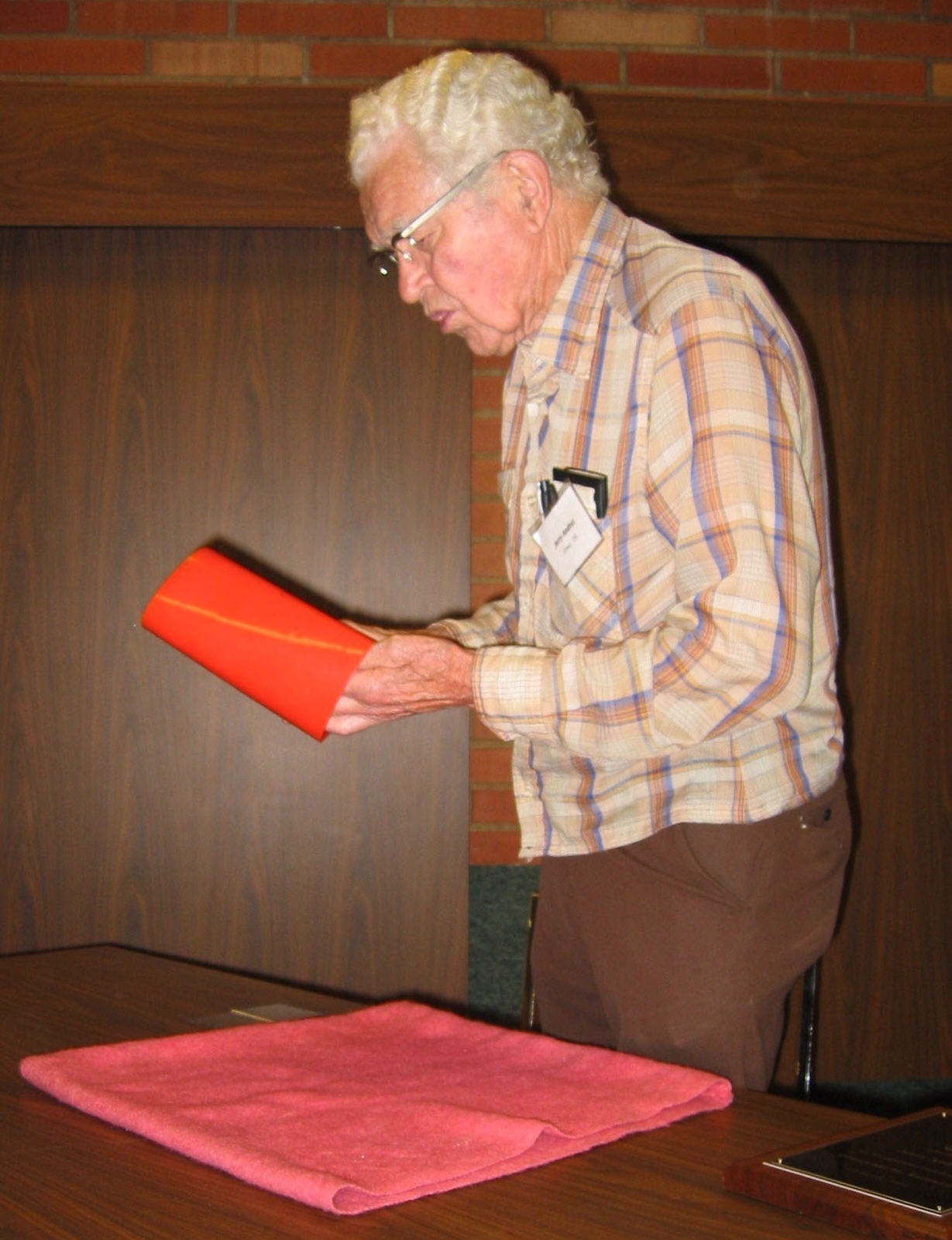
Джерри Эндрюс выступает на конференции Инструментарий скептика, 2004

## Цитаты
«Я могу вас обмануть, потому что вы люди. У вас прекрасный разум, который работает точно так же, как и мой. Обычно, когда вас обманывают, это не значит, что ваш разум допустил ошибку. Он просто пришел к неправильному заключению по правильным причинам».
«Каждый из вас обладает уникальным разумом, который является самым невероятным чудом вселенной. И что мы с этим делаем? Большинство из нас им даже не пользуется».
«Одна из причин, почему я так заинтересован трехмерными оптическими иллюзиями, это то, что я не верю в паранормальные явления…я агностик. После моей смерти я исчезну навсегда…и я думаю, что эта жизнь единственная, которая у нас есть. Я только надеюсь, что после моей смерти, мои записи и все что останется после меня, сделают человеческое мироощущение немного лучше».

## Список работ

### Книги и лекции
- Andrus Deals You in (1956)
- Sleightly Miraculous (1961)
- Special Magic (lecture notes for 1974 Japan Tour) (1974)
- More Sleightly Slanted (lecture notes) (1977)
- Andrus Card Control (with англ. Ray Hyman) (2000)
- Kurious Kards and $5 Trix (2001)
- Safety Pin-Trix

## Видео

### Документальные фильмы
- A Thing of Wonder: The Mind & Matter of Jerry Andrus (2002)[28]
- Andrus: The Man, The Mind and the Magic (2008)[1]

### Выступления
Выступления Джерри Эндрюса, которые можно посмотреть на youtube.com
- Table Act — 1960
- Zone Zero Illusion
- Jerry Andrus in Atlanta 1993 with illusions
- Close-up act at Magic Castle — 1998